# Palazzo Matteotti

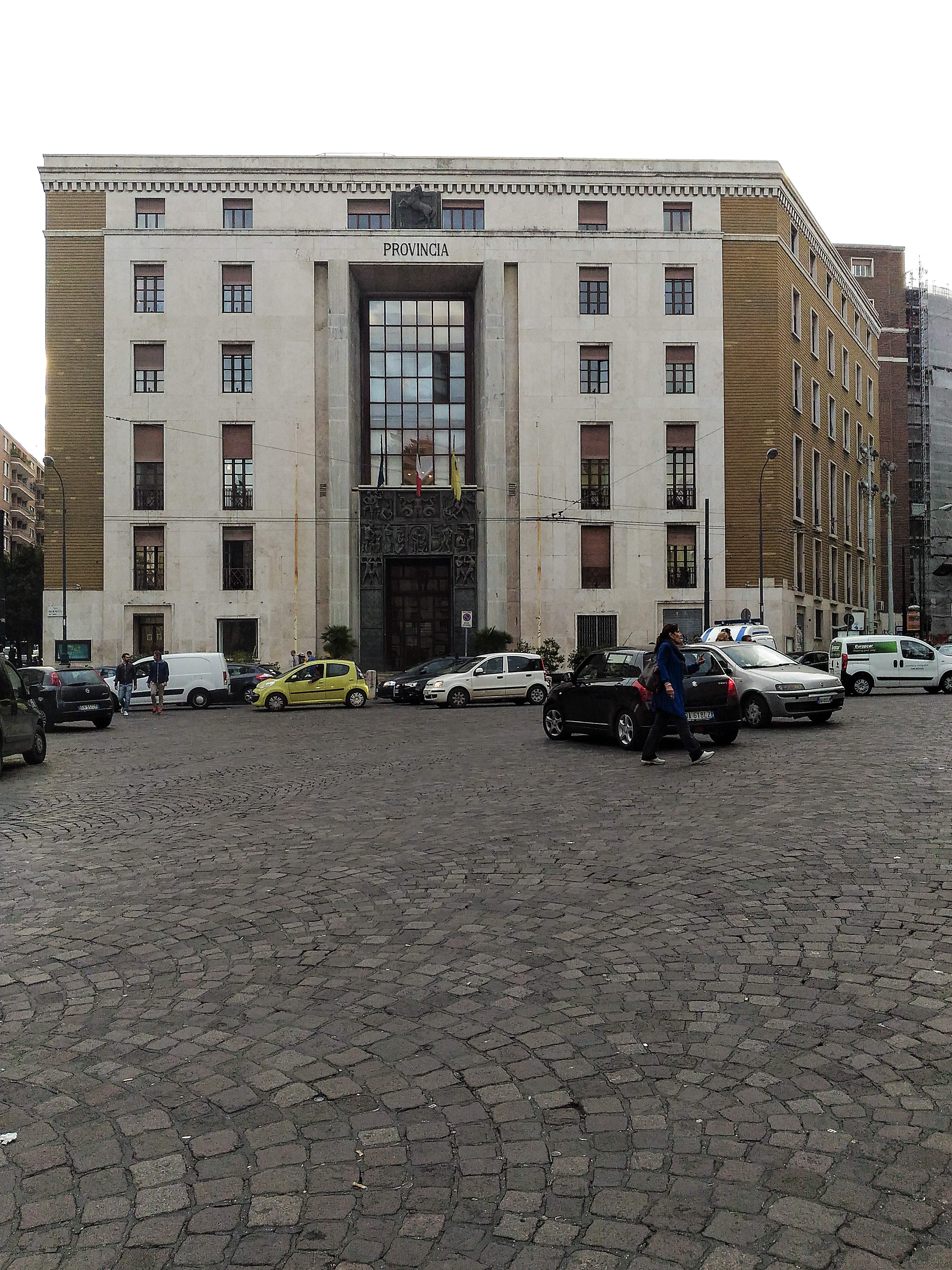
Palazzo Matteotti in Neapel

Der Palazzo Matteotti ist ein Palast aus den 1930er-Jahren im Viertel San Giuseppe in Neapel in der italienischen Region Kampanien. Er liegt an der Piazza Matteotti. Seit 1. Januar 2015 ist dort der Sitz der Metropolitanstadt Neapel untergebracht.

## Geschichte
Der Palast ist unter dem Namen bekannt, unter dem er 1936, in der Zeit des Faschismus, eingeweiht wurde: „Palazzo della Provincia“. Das Gebäude entstand, um der Verwaltung der ehemaligen Provinz Neapel einen neuen Sitz zu schaffen. Im Juli 1944, nach dem Fall des Regimes, wurden sowohl der Platz (ehemals „Piazza Duca d'Aosta“) als auch der Palast dem Gedenken an den ehrenwerten Giacomo Matteotti gewidmet, der am 10. Juni 1924 von einem faschistischen Stoßtrupp ermordet wurde.

## Beschreibung
Die Hauptfassade zum Platz ist mit Travertin und Mauerwerk verkleidet. In ihrer Mitte öffnet sich der Eingang, der in voller Höhe dem des Palazzo delle Poste entspricht, während das meisterhafte Portal aus Bronze besteht und mit Halbreliefen verziert ist. Das Schema der Fassade besteht aus einem Erdgeschoss in Kalkstein, über dem sich fünf Reihen von Fenstern öffnen, während das Dachgeschoss mit einem Gesims in Kalkstein gekrönt ist; oben findet sich die Aufschrift „Provincia“ zusammen mit dem Pferd, dem historischen Symbol der Stadt Neapel. Durch den Eingangssalon gelangt man zur Monumentaltreppe und geradeaus liegt der Innenhof.
Das Gebäude wurde in den 1930er-Jahren von den Architekten Marcello Canino und Ferdinando Chiaromonte projektiert. Der Palast hat eine gesamte Nutzfläche von etwa 9700 m², sechs oberirdische Stockwerke und ein Kellergeschoss. Er besitzt neben der Monumentaltreppe, die vom Erdgeschoss bis zum ersten Obergeschoss führt, zwei Treppenhäuser und vier Aufzüge.
Im Laufe der Jahre wurde das Gebäude bis heute verschiedenen Umbauten unterzogen:
- Im Kellergeschoss liegen die wichtigsten Technikräume und die neuen technischen Anlagen des gesamten Gebäudes[2]
- Im Erdgeschoss sind die Büros der URP und der Umweltpolizei untergebracht.[3]
- Im ersten Obergeschoss liegen nur das Büro des Bürgermeisters, der Ratssaal und der Konferenzsaal (Sala Cirillo), sowie Repräsentationsbüros.
- In den oberen Stockwerken liegen die Büros einiger Gebietskoordinationsstellen und einiger Direktionen (weitere Büros von Gebietskoordinationsstellen und Direktionen sind in der Via Don Bosco untergebracht), sowie die Sitze einiger Unternehmen in Besitz der Verwaltung.

Das Bauwerk eignet sich auch als Ort für kulturelle Veranstaltungen, ob Ausstellungen oder Zusammenkünfte.